# Teofil Lenartowicz
Teofil Aleksander Lenartowicz (Varsavia, 27 febbraio 1822 – Firenze, 3 febbraio 1893) è stato un poeta e scultore polacco.

## Biografia
Teofil Lenartowicz (pronunciato Lenartówitsch) formato per lo più da autodidatta, lavorò per un periodo come stagista presso il Tribunale regionale di Varsavia, ma successivamente si trasferì all'estero nel 1848, dove si stabilì nel 1851 a Parigi, poi a Roma e infine a Firenze.
Lenartowicz era un cantante folk le cui canzoni, pubblicate sotto il titolo di Lirenka Teofila Lenartowicza, per semplice bellezza di forma e contenuto.
Le sue poesie furono aderenti al Romanticismo, contraddistinte per la tendenza 'regionalistica' polacca, per l'amore al mondo rurale e per l'attenzione alle caratteristiche della Masuria. Tra le raccolte menzioniamo Lirenka (La piccola lira, 1855).
In Italia Lenartowicz effettuò numerose conferenze riguardanti la letteratura polacca e le letterature slave, il cui contenuto fu raccolto nel libro Sul carattere della poesia polono-slava (1886).
In Santa Croce a Firenze resta una lapide commemorativa scolpita da lui per Stanislao Bechi (1882).

## Opere
- Die Begeisterung
- Kościuszko
- Die heilige Sophia
- Das polnische Land in Bildern
- Die Schlacht von Raclawice
- Der Gladiator etc.